# Rowell Peak
Rowell Peak är en bergstopp i Antarktis. Den ligger i Östantarktis. Nya Zeeland gör anspråk på området. Toppen på Rowell Peak är 1 725 meter över havet, eller 444 meter över den omgivande terrängen. Bredden vid basen är 7,6 km.
Terrängen runt Rowell Peak är kuperad norrut, men söderut är den bergig. Trakten är obefolkad. Det finns inga samhällen i närheten. 